# Emil Rusu (oenolog)
Emil Rusu (n. 13 mai 1945, Plop, raionul Dondușeni, Republica Moldova – d. 13 septembrie 2016, Chișinău, Republica Moldova) a fost un oenolog, doctor habilitat, profesor universitar, secretar al Uniunii Oenologilor din Moldova, membru al delegației moldovenești la Organizația Internațională a Viei și Vinului.

## Biografie
Emil Rusu s-a născut la 13 mai 1945 în Republica Moldova, raionul Dondușeni, satul Plop. După absolvirea școlii primare din sat, a plecat în raionul Dondușeni pentru absolvirea școlii medii, după care a fost admis la Facultatea de Tehnologie a Universității Tehnice din Moldova. A întrerupt studiile pentru o scurtă perioadă în care a urmat serviciul militar, obligatoriu în acea perioadă. În anul 1971 a absolvit Facultatea de Tehnologie a Universității Tehnice din Moldova, specialitatea Oenologie, iar în anul 1980 doctorantura de pe lîngă Institutul Unional de Viticultură și Vinificație „Magaraci”, avînd fericita ocazie de a se afla printre discipolii renumitului savant de talie internațională, profesorul Gherman Valuico.
În perioada anilor 1971- 1976  a activat în calitate de lector la Colegiul Național pentru Viticultură și Vinificație, din anul 1980 - în cadrul Institutului de Tehnologii și Proiectări al A.Ș.P. „Ialoveni” în calitate de cercetător științific, șef secție tehnologia vinurilor speciale (1983), iar în anii 1990–1994 activează la Institutul Național al Viei și Vinului.
În anul 1993, Emil Rusu a susținut teza de doctorat și a obținut gradul științific de doctor habilitat în științe tehnice.
Din anul 1994 este numit șef al Direcției Vinificație a Ministerului Agriculturii și Alimentației, ulterior a Departamentului și Agenției „Moldova-Vin”, unde își desfășoară cu succes activitatea de funcționar de stat. 
Începînd cu anul 2006 Emil Rusu revine la activitatea științifică în cadrul Institutul Național al Viei și Vinului, care ulterior este contopit în Institutul Științifico- Practic de Horticultură și Tehnologii Alimentare și paralel este încadrat în calitate de profesor la catedra Oenologie a Universității Tehnice din Moldova.
În anul 2007 oenologului Emil Rusu i se conferă titlul științific de profesor universitar.
Sub conducerea profesorului Emil Rusu au susținut teza de doctor în științe tehnice 3 persoane și 4 doctoranzi au finalizat sau continuă studiile în doctorantură.
În cei 45 de ani de cercetare științifică doctorul habilitat Emil Rusu a manifestat o activitate editorială extrem de fructuoasă, fondurile bibliografice autohtone fiind îmbogățite cu peste 150 lucrări, inclusiv 5 monografii. Activitatea inovațională extrem de valoroasă în domeniul oenologiei a fost materializată în 25 de brevete de invenții pe care le-a obținut.
Un loc deosebit în bibliografia profesorului Emil Rusu revine publicațiilor în domeniul producerii vinurilor peliculare (tip Heres) în Moldova. Principalul proces tehnologic la prepararea vinului pelicular este jeresarea (pelicularea), care constă în contactul îndelungat al vinului cu sușele speciale de drojdii.
Grație colectivului de cercetători și a specialiștilor din cadrul A.Ș.P. „Ialoveni” condus la început de Gheorghe Cozub, ulterior de doctorii în tehnică Boris Averbuh și Emil Rusu, în Moldova au fost obținute cele mai reprezentative rezultate în domeniul producerii vinurilor de tip Heres în raport cu celelalte republici sovietice cu tradiții vitivinicole.
Pentru prima dată au fost studiate minuțios și determinate bazele teoretice ale peliculării vinurilor, influența compoziției fizico-chimice a vinului asupra procesului de peliculare și modificarea diferitor clase de compuși chimici sub acțiunea drojdiilior peliculare. Rezultatele cercetărilor au permis elaborarea tehnologiei de obținere a vinului materie primă pentru producerea vinului pelicular, elaborarea instalației și optimizarea procesului de peliculare a vinului în flux, bazat pe dozarea continuă a aerului în vin, precum și regimurile optimale de maturare a vinurilor peliculare.
În lucrările științifice sunt descrise foarte detaliat modificările de natură fizico-chimică și biochimică, ce decurg în procesul peliculării, precum și factorii ce  influențează acest proces, sunt redate procedeele tehnologice noi de fabricare a vinurilor peliculare, care au fost implementate la fabrica de vinuri „Vinuri Ialoveni” – unica fabrică specializată în producerea vinurilor de tip Heres din fosta Uniune Sovietică.
Colaborarea fructuoasă a renumiților oenologi Gheorghe Cozub și Emil Rusu, împreună cu cercetătorii și specialiștii Asociației de Știință și Producție „Ialoveni” a dus la crearea bazei științifice a producerii vinurilor peliculare și  implementarea rezultatelor cercetărilor  în producere. Aceasta a permis majorarea volumului de producere a vinurilor peliculare pînă la 1 mln dal în anul 1985.
În anii 1984-1989 în secția condusă de doctorul în tehnică Emil Rusu, cu participarea cercetătorilor A. Maximov, L. Muntean, E. Scorbanov, P. Rânda, E. Soldatenco, a fost elaborată tehnologia de fabricare a vinurilor materie primă de calitate destinate producerii vinurilor peliculare.
Rezultatele cercetărilor științifice efectuate în secție în perioada anilor 1985-1993 au servit ca bază la susținerea a două teze de doctor în științe (Elena Scorbanov, Leonora Muntean) și 3 teze de doctor habilitat (regretații Gheorghe Cozub, Emil Rusu și Rafael Haciaturean).
Sub conducerea profesorului Emil Rusu în cadrul secției a activat și un grup de specialiști în domeniul producerii vinurilor aromatizate. În colaborare cu regretata doctor în tehnică E. Obuhova și  doctorul în biologie T. Văzdăuțan au fost elaborate compoziții de ingredienți vegetali destinați producerii renumitelor vinuri aromatizate „Buchet Moldavii”, „Utreniaa Rosa”, „Poleana”, aperitivului pentru cosmonauți „Sănătate” ș.a. Unele compoziții se aplică și în prezent pe larg la fabrica de vin „Buchetul Moldovei” din Dubăsari.
Profesorul Emil Rusu în activitatea sa în postura de funcționar public și în calitate de oenolog a pledat mereu pentru calitatea vinurilor moldovenești. El era convins, că calitatea este acel criteriu, care poate să asigure faima producției vinicole moldovenești și majorarea exporturilor.
Emil Rusu a reflectat în lucrările sale științifice principiile generale privind producerea vinurilor de calitate, schemele tehnologice de fabricare a diferitelor categorii de vinuri în Moldova (albe și roșii de masă și de calitate, de desert, tari, aromatizate și vinuri spumante) și recomandări de optimizare a lor, principiile ce stau la baza producerii vinurilor cu denumire de origine și a celor cu indicație geografică, precum și documentația legislativă și normativă în vinificația moldovenească etc.

## Realizări
Din momentul destrămării Uniunii Sovetice a apăut un gol în ce privește documentația normativă și tehnologică în oenologie. Era evident, că Moldova nu mai poate utiliza denumirile de vinuri de origine străină, deși ele erau înrădăcinate de zeci de ani și acceptate de consumatorii din fosta URSS. Este vorba despre vinurile speciale (actualmente vinurile licoroase) "cagor", „portwein”, ”heres”, „marsala”, „madera” etc.
La începutul anilor 90 doctorul în tehnică Emil Rusu împreună cu cercetătorul științific Muntean L.(Obadă L.) au avut o viziune clară și au insistat de a iniția o temă de cercetare în vederea elaborării unei noi clasificări a vinurilor speciale moldovenești și de a renunța la denumirile vechi, care s-au folosit în Uniunea Sovietică. Astfel, în anul 1993 în Republica Moldova a fost aprobată o clasificare nouă a vinurilor speciale (РСТ Молд 1030 -93) și denumirile comerciale ale unor categorii de vinuri (РСТ Молд  1031-93). Сonform ultimului document național denumirile comerciale propuse și aprobate au fost: vinuri roșii de desert, inclusiv Cagor – Pastoral, vinuri albe de desert – Nectar, vinuri peliculare – Ialoveni, Madera – Luceafăr, Portwein – Prometeu, Marsala – Cărpineni  etc.
Dl Emil Rusu se încadrează activ  la elaborarea proiectului Legii Viei și Vinului, care a fost adoptat în anul 1994. După adoptarea acestei legi sub îndrumarea m.c. Gh. Cozub, în comun cu colaboratorii științifici  doctorul Emil Rusu a purces la elaborarea actelor normative și anume „Normele tehnice privind pepinieritul viticol, viticultura și vinificația” aprobate prin hotărîrea de Guvern. Ulterior ele au fost supuse unor modificări și completări și au fost aprobate cu denumirea de Codul privind activitatea practică a vinificatorului.
De asemenea, cu participarea profesorului Emil Rusu a fost elaborat și aprobat  în anul 1995 prin Hotărîre de guvern "Regulamentul de producere a vinurilor și altor produse vinicole cu denumire de origine". Este de menționat faptul, Republica Moldova a fost prima republică ex-sovietică cu legislație vitivinicolă națională și cu bază normativă privind producerea vinurilor cu denumire de origine.
Producerea vinurilor în Republica Moldova era reglementată de documentația normativă sovietică (GOST, OST, ТУ), care  nu ținea cont de interesele și particularitățile vinificației tradiționale din fostele republici, mai cu seamă din  Moldova.
La sfârșitul anilor '90 ai secolului trecut profesorul Emil Rusu a participat activ la elaborarea principiilor standardizării naționale, a lucrat mult la alcătuirea terminologiei naționale în oenologie, în baza căreea s-au elaborat standardele naționale, substituind treptat standardele sovietice. A fost coautor și consultant la elaborarea primului dicționarul de termeni vinicoli rus-român (conține peste 15 mii de termeni și expresii terminologice), care a văzut lumina tiparului în anul 1998, a participat activ la elaborarea Regulilor generale și a Reglementărilor tehnice din domeniul vitivinicol. Pentru a promova noua terminologie oenologică în limba română în anul 1996, în comun cu Gheorghe Cozub a editat  cartea  "Producerea vinurilor în Moldova".
Printre cercetările prioritare mai recente ale profesorului Emil Rusu efectuate în comun cu cercetătorii științifici ai IȘPHTA se pot menționa: delimitarea generală a arealului viticol pentru producerea vinurilor și altor produse vitivinicole, delimitarea ariilor geografice pentru producerea vinurilor cu indicație geografică și denumire de origine, studiul potențialului tehnologic al soiurilor autohtone cu bob negru și al soiurilor noi de selecție a institutului cu scopul determinării direcției de utilizare a lor, elaborării tehnologiei de producere a vinurilor și promovării acestor soiuri pentru utilizare la scară industrială.
Profesorul Emil Rusu a participat la elaborarea și realizarea mai multor proiecte naționale și internaționale. A elaborat și a realizat un proiect internațional de dotare a Laboratorului Verificarea Calității Producției Alcoolice cu utilaj modern. A elaborat și a fost conducător al proiectului "Modernizarea tehnică a subdiviziunilor IȘPHTA în vederea eficientizării cercetărilor în domeniul vitivinicol".

## Colaborări
În ce privește colaborarea internațională se poate menționa, că în perioada sovietică, probabil, nu existau savanți sau persoane cu funcții de conducere din ramura vitivinicolă, care să nu-l cunoască pe profesorul Emil Rusu.
Relații fructuoase de colaborare și chiar prietenești au existat întotdeauna între profesorul Emil Rusu și colaboratorii institutului „Magaraci” din Ialta - regretații savanți-oenologi cu renume mondial G. Valuico, N. Pavlenco, E. Datunașvili, N. Burian etc.
Odată cu destrămarea Uniunii Sovietice au devenit tradiționale întîlnirile cu colegii oenologi din România. Printre savanții români, cu care a stabilit relații de colaborare științifică se poate menționa distinsul academician regretatul V.D. Cotea, prof. universitar C. Țîrdea, doctorii V.V. Cotea, Gh. Odageriu, V. Stoian Todorescu și mulți alții.
Relații strânse de colaborare științifică a avut și cu Institutul zonal  de cercetări științifice pentru pomicultură și viticultură din Caucazul de Nord al Academiei Agrare din Rusia (T. Gugucichina, N. Agheeva, M. Marcovschii ș.a.)
Participarea dlui Emil Rusu la lucrările Organizației Mondiale a Viei și Vinului întotdeauna a fost un prileg de a se întîlni cu colegii oenologi din diferite țări, dar și pentru a face cunoștință cu tinerii experti.
Este destul de bogată paleta iluștrilor savanți francezi, cu care dl Emil Rusu a avut fericita ocazie să colaboreze pe parcursul a multor ani. Printre savanții francezi figurează nume notorii, cum ar fi J. Riberau-Gayon, M. Flanzy, M. Bourzeix, P. Sudraud, Lafon-Lufourcad etc.

## Publicații
- Русу Е., Новое в технологии красных вин, Кишинев Изд: "Картя молдовеняскэ", 1986, 215 стр.
- Cozub Gheorghe, Rusu Emil. Producerea Vinurilor în Moldova .ISBN 9975904009 / 9789975904001 / 9975-904-00-9
- Rusu Emil, Oenologia moldavă. Realitatea și perspectivele. Chisinau, Editura Tipografia ASM, 2006, 267p.
- Rusu E., Trecutul și prezentul vinurilor cu denumire de origine (VDO), în: Viticultura si Vinificatia in Moldova. 2007, vol.12, n°6, pag. 26 - 27
- Rusu E., Găina B., Obada L., Cravet N., Dumanov V., Crearea identității vinurilor moldovenești prin promovarea soiurilor noi de selecție. În: Realizari innovative in domeniul vitivinicol: Ed. speciala a Conferintei Internationale consecrate comemorarii lui Petru Ungureanu (1894 - 1975), 18 - 19 septembrie 2008: Lurari stiintifice Chisinau UASM 2008, 249p.
- Rusu E., Obada L., Odajeriu Gh., Golenco L., Kirova A., Inițierea studiului asupra compoziției fizico-chimice a vinurilor în vederea creării "cazierului vinurilor moldovenești". În: Realizari innovative in domeniul vitivinicol: Ed. speciala a Conferintei Internationale consecrate comemorarii lui Petru Ungureanu (1894 - 1975), 18 - 19 septembrie 2008: Lurari stiintifice Chisinau UASM 2008, 249p.
- Taran N., Rusu E., Soldatenco E. și alții, Reguli generale privind fabricarea producției vinicole. Editura Institutului Stiintifico-Practic de Horticultura si Tehnologii Alimentare, Chisinau, 2010, 440p.
- Кравец Н., Русу Е., Исследования остаточного содержания вредных веществ в листьях и в вине при биологической защите виноградных насаждений. Краснодар, 2010, стр. 243
- Rusu Emil, Vinificația primară. Chișinău, Editura Continental Grup, 2011, 492p.
- Emil Rusu, Anatol Bălănuță, Vasile Drăgan, Vinificația secundară. Chișinșu, Editura "Universul", 2016, 496p. ISBN 978-9975-47-111-4